# Troglohyphantes bolognai
Troglohyphantes bolognai là một loài nhện trong họ Linyphiidae.
Loài này thuộc chi Troglohyphantes. Troglohyphantes bolognai được Paolo Marcello Brignoli miêu tả năm 1975.